# Hideaki Hagino
Hideaki Hagino (萩野 英明 Hagino Hideaki?), född 20 januari 1973 i Hokkaido prefektur, är en japansk före detta fotbollsspelare.
Hagino började sin karriär 1995 i Sanfrecce Hiroshima. Han avslutade karriären 1996.